# マリトッツォ
マリトッツォ（イタリア語: Maritozzo、複数形はマリトッツィ：イタリア語: Maritozzi）は、イタリア発祥の、パンにはみ出るほど大量のクリームを挟んだ伝統的な菓子（デザート）である。本来、マリトッツォはパンの部分だけを指す言葉であり、生クリームが詰められたものは、生クリーム入りのマリトッツォという意味のマリトッツォ・コン・ラ・パンナ（イタリア語: Maritozzo con la panna）と呼ばれている。
日本においては、ブリオッシュ生地に生クリームを挟んだものが多くみられ、アイスクリームや生チョコを挟んだものもあるが、本来はブリオッシュ生地であることは要しない。伝統的なマリトッツォでは松の実、レーズン、砂糖漬けの果物なども加えられる。ラツィオ州（州都はローマ）で生まれたとされている。イタリアではカフェでの朝食として食べられたり、菓子店で買うのが一般的である。

## 歴史・名前の由来
この菓子の起源は古代ローマにまで遡ると言われている。もともとは現在のものよりも大きく、小麦粉・卵・蜂蜜・バター・塩を混ぜ合わせたパンの一種であった。マリトッツォという名前は、この菓子を婚約者に贈る習慣に由来している。この菓子は男性から女性に贈られ、プレゼントされた花嫁たちは、贈った人を「夫（マリート）」（イタリア語: marito）の俗称である「マリトッツォ」（イタリア語: maritozzo）と呼んでいた。また、菓子の中には愛する人への贈り物として指輪や小さな宝石が入っていることもあったという。

## 地域による違い
マリトッツォ・ロマーノ（イタリア語: Maritozzo romano、ローマ風マリトッツォ）
丸いパニーノのような形状のマリトッツォ。
マリトッツォ・マルキジャーノ（イタリア語: Maritozzo marchigiano、マルケ風マリトッツォ）
両端の尖った細長いパニーノのような形状のマリトッツォ。
マリトッツォ・プリエーゼ・エ・シチリアーノ（イタリア語: Maritozzo pugliese e siciliano、プーリアとシチリアのマリトッツォ）
三つ編みに編み込まれたパンの表面に砂糖をまぶしたマリトッツォ。牛乳とバターが加えられており、ラツィオ州のものよりも柔らかく、ブリオッシュに似た味がする。松の実やレーズンは入っていない。
マリトッツォ・サラート（イタリア語: Maritozzo salato、塩味のマリトッツォ）
丸みをおびている、あるいは細長い饅頭のような形をしているマリトッツォ。砂糖の割合を減らしていたり、または、よりナチュラルな味わいである。塩味で、香ばしいフィリングや食材との組み合わせによって、屋台やケータリングの主役となっている。

## 日本でのブーム

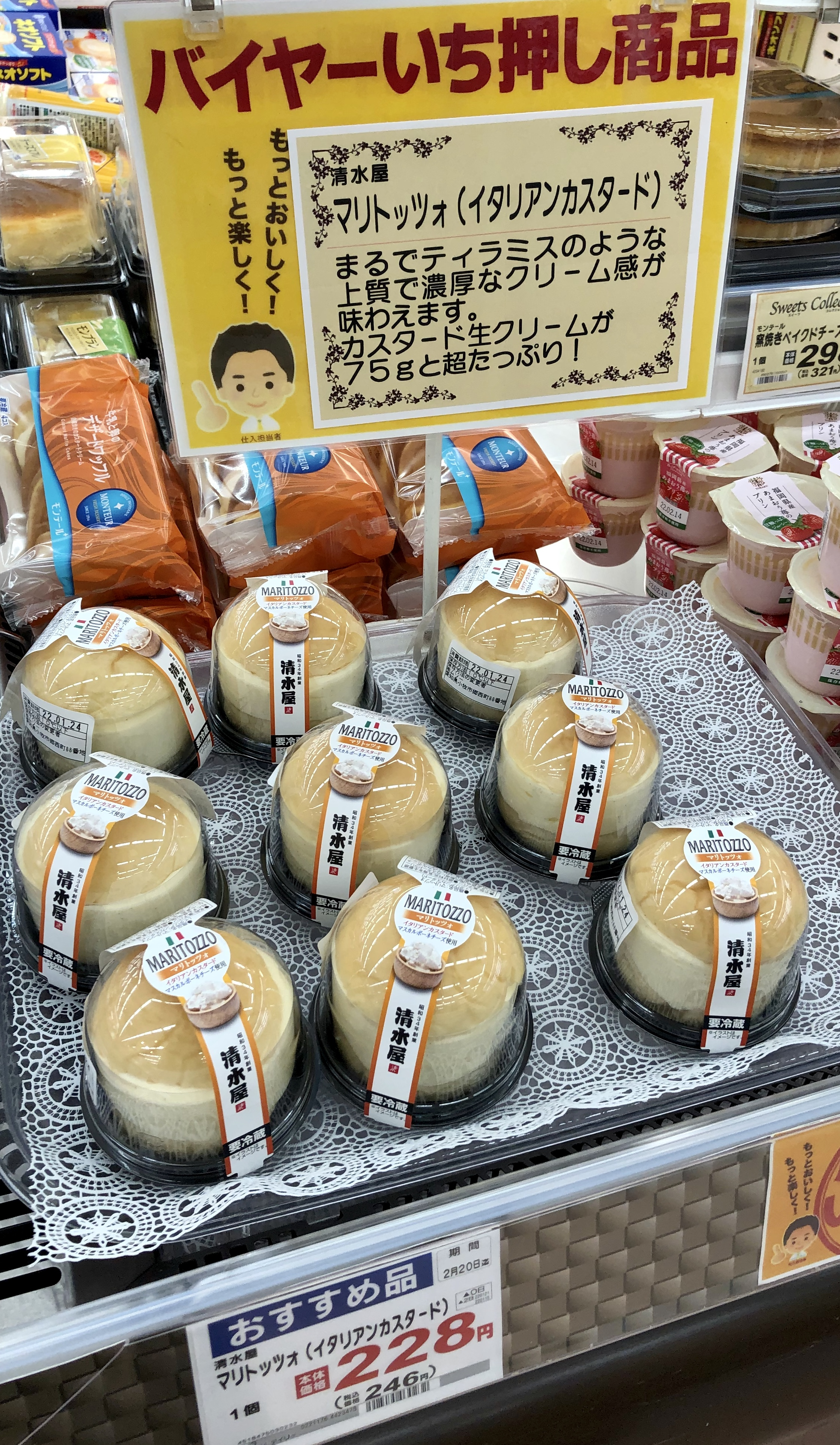
清水屋食品のマリトッツォ

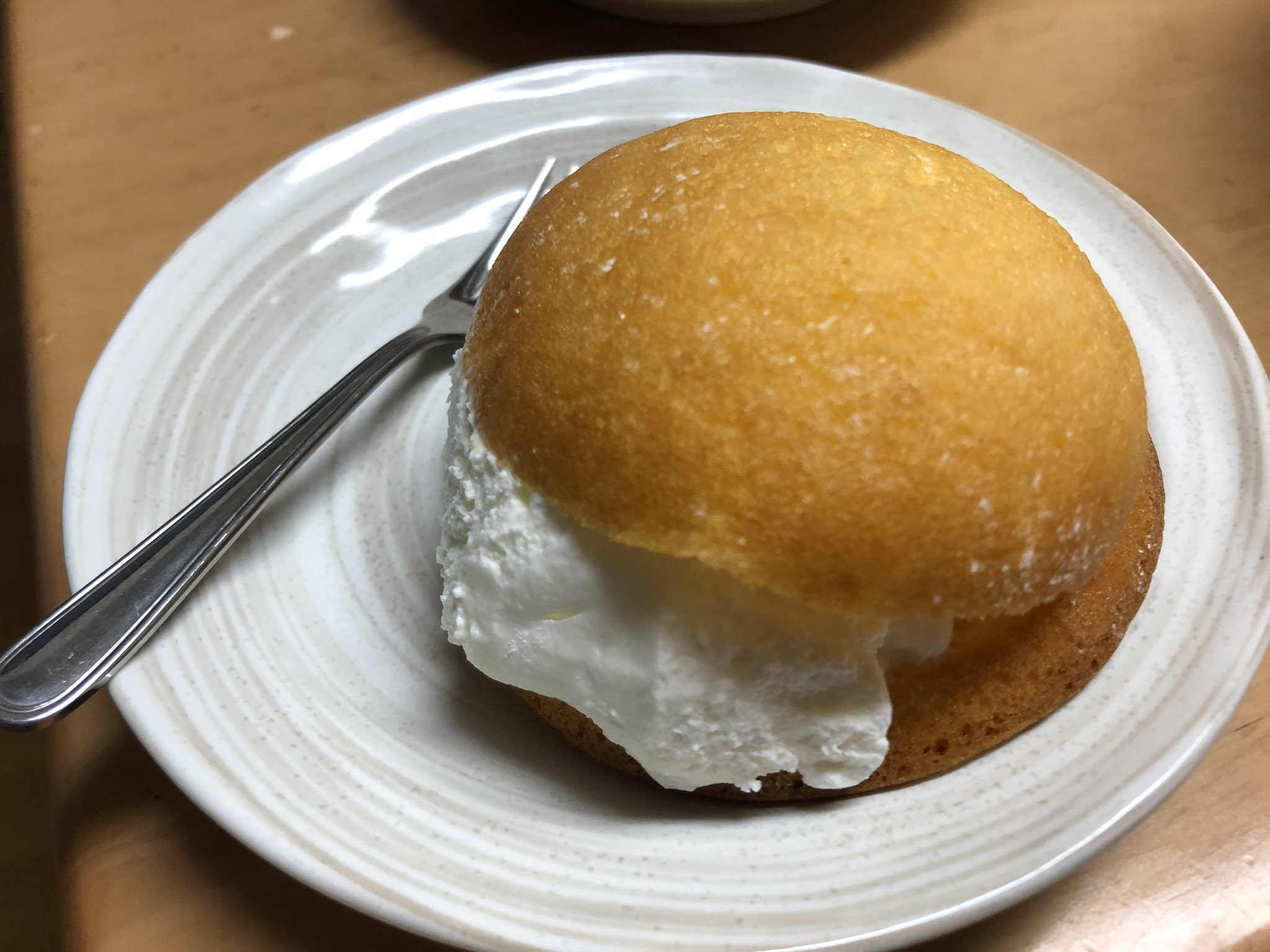
ファミリーマートで売られているマリトッツォ

日本で最初に置かれた店は、大阪市城東区鴫野西のパティスリー「トルクーヘン」とされる。店主が、イタリアを視察した際、コーヒーに合うスイーツとして2014年から販売されていた。
2020年ごろ以降における全国的なブームの火付け役となったのは、福岡市中央区六本松のパン店舗「アマムダコタン」で、新型コロナウイルスの感染拡大に伴う外出自粛を受けて、昼食用のパンを買い求めて午前中に集中していた客を分散化させようと、2020年4月ごろから「おやつ時間帯」を狙ってマリトッツォを置き始めたのが始まりという。店のオーナーがインターネットでアイデアを探す中、イタリア在住の日本人が発信する記事でマリトッツォを見つけ、試作を重ねてインスタグラムで発信したところ、見た目のインパクトから瞬く間に拡散され人気に火が付いた。
2021年ごろからは、コンビニ各社でも取り扱いされるなど、全国的なブームへと広がりを見せた。ただし、ブームは長く続かず、2023年には販売をやめている店が多くなっている。

## 日本での派生
1. はぎトッツォ
2. イブリガッツォ
3. ケロトッツォ

日本でのマリトッツォのブームの中で様々なマリトッツォの派生となる食品が誕生している。本来のマリトッツォの「生クリームをパンで挟んだもの」という形態を大幅に外れ、「ペースト状、あるいはクリーム状の食品を他の食品で挟んだもの」であればマリトッツォの派生品として発売されるようになっている。
- スーパーマーケットの「ダイキョープラザ」は、おはぎにクリームをサンドした「はぎトッツォ」を販売し、SNSへの投稿を機に全国的な注目を集めた[23]。

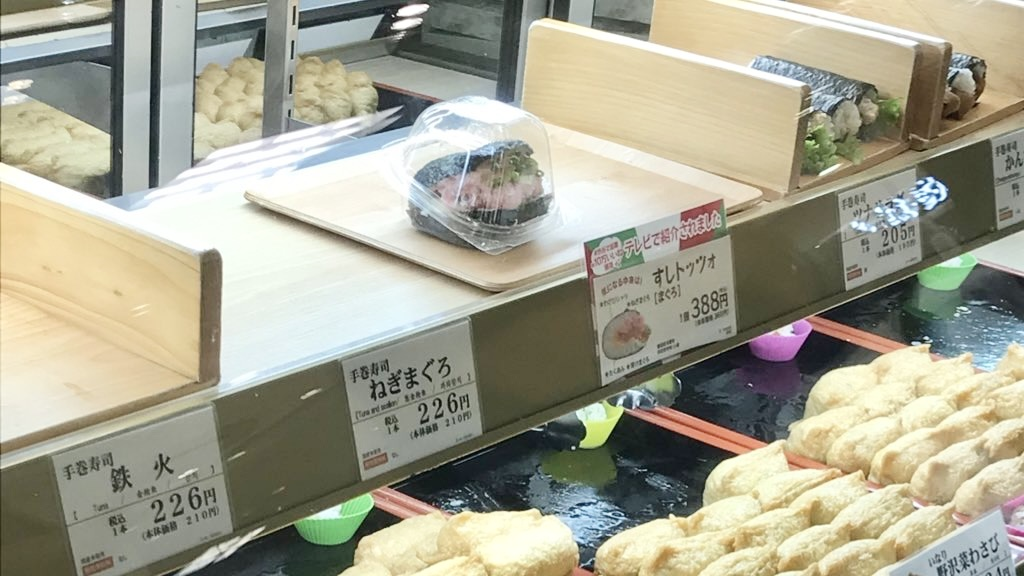
寿司トッツォ

- 寿司を中心とした弁当チェーンの「古市庵」は、ネギトロをシャリで挟んだ「寿司トッツォ」を販売し、SNSを中心に大きな反響を呼び、販路を拡大している[24][25]。
- 長野県白馬村の旅館で誕生した「イブリガッツォ」は、秋田名物のいぶりがっこにクリームチーズを挟んだもので、SNSで反響を呼んだ[26]。
- デイリーヤマザキは、こだわりメロンパンシリーズの一環として、「マリトッツォ風メロンパン」を発売している[27]。
- 青柳総本家は名物の「カエルまんじゅう」をマリトッツォ風にアレンジした「ケロトッツォ」を販売している。2022年7月17日に愛知県名古屋市の萬松寺で開催された将棋の第93期棋聖戦の第四局で藤井聡太棋士が午前中のおやつとして食べたことで話題となった[28]。